# Codi ATC S02
El  codi ATC S02, descrit com Otològics, és una subgrup terapèutic de l'Anatomical, Therapeutic, Chemical Classification System (ATC). La classificació ATC és un sistema de codis alfanumèric desenvolupat per l'Organització Mundial de la Salut (OMS) per als fàrmacs i altres productes sanitaris. El subgrup S02 és part del grup anatòmic S Òrgans dels sentits.

Els codis per a ús veterinari (codis ATCvet) poden han estat creats afegint la lletra Q davant dels codis ATC humans: QS02... 
Les adaptacions estatals de la classificació ATC poden incloure codis addicionals no presents en aquesta llista, que segueix la versió de l'OMS.

## S02A Antiinfecciosos
S02A A Antiinfecciosos

## S02B Corticosteroides
S02B A Corticosteroides

## S02C Corticosteroides i antiinfecciosos en combinació
S02C A Corticosteroides i antiinfecciosos en combinació

## S02D Altres ontològics
S02D A Analgèsics i anestèsics
S02D C Preparats inerts